# Centrum Ursa Maior
Centrum Bieszczadzkich Smaków Ursa Maior – założone w 2013 roku w Uhercach Mineralnych, między Leskiem a Ustrzykami Dolnymi, mieści Bieszczadzką Wytwórnię Piwa Ursa Maior – lokalny mikrobrowar rzemieślniczy, Bieszczadzką Wytwórnię Octu Ursa Maior, sklep z produktami regionalnymi Esencja Karpat oraz trzypoziomową salę Ursa Maior Gallery z Domem Aukcyjnym. Centrum zostało zbudowane i jest prowadzone przez spółkę celową – firmę Ursa Maior Sp. z o.o. S.K.A. Właścicielem ponad 95% akcji firmy są pracownicy firmy.

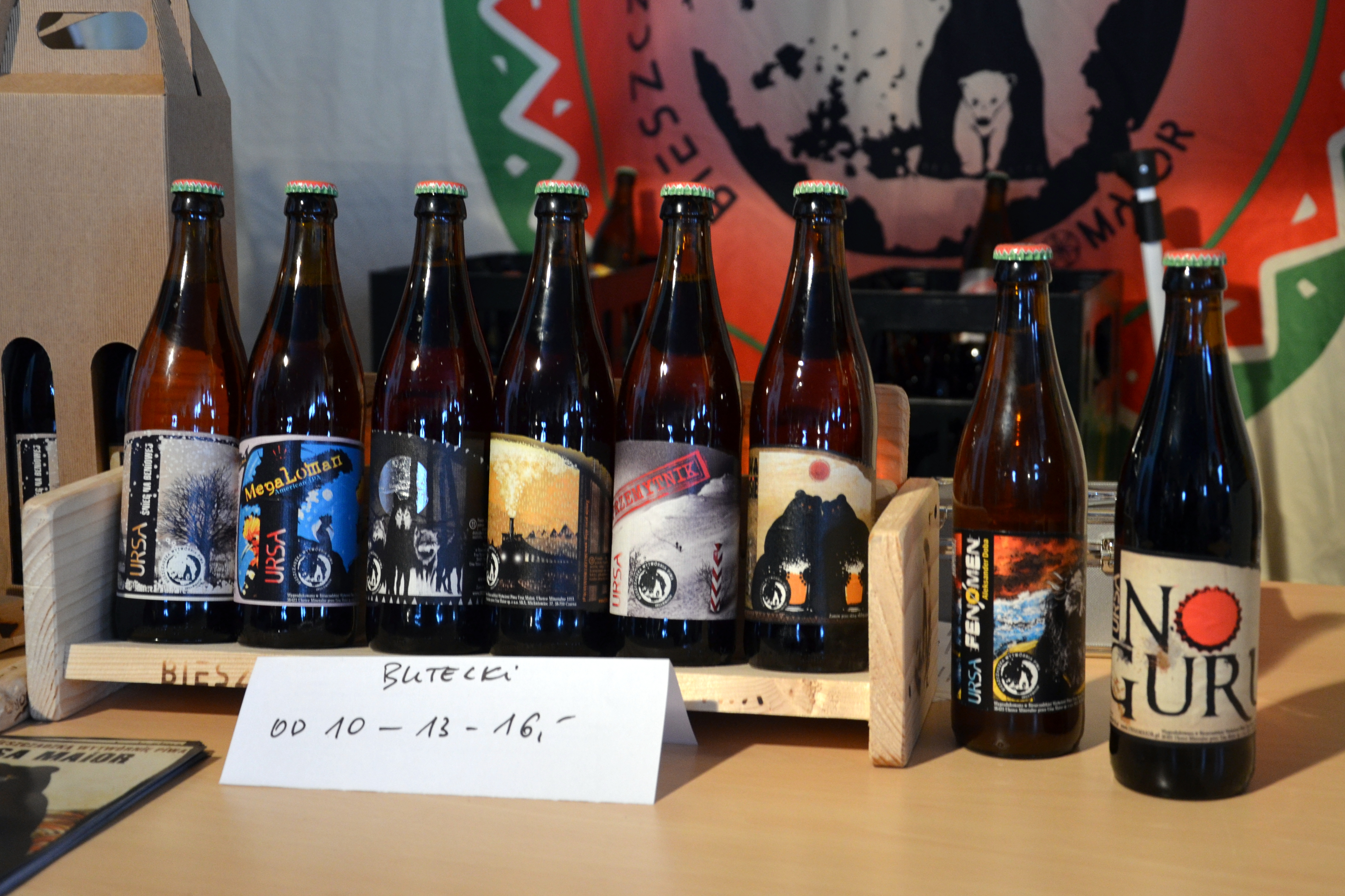
Piwa produkcji Ursa Maior

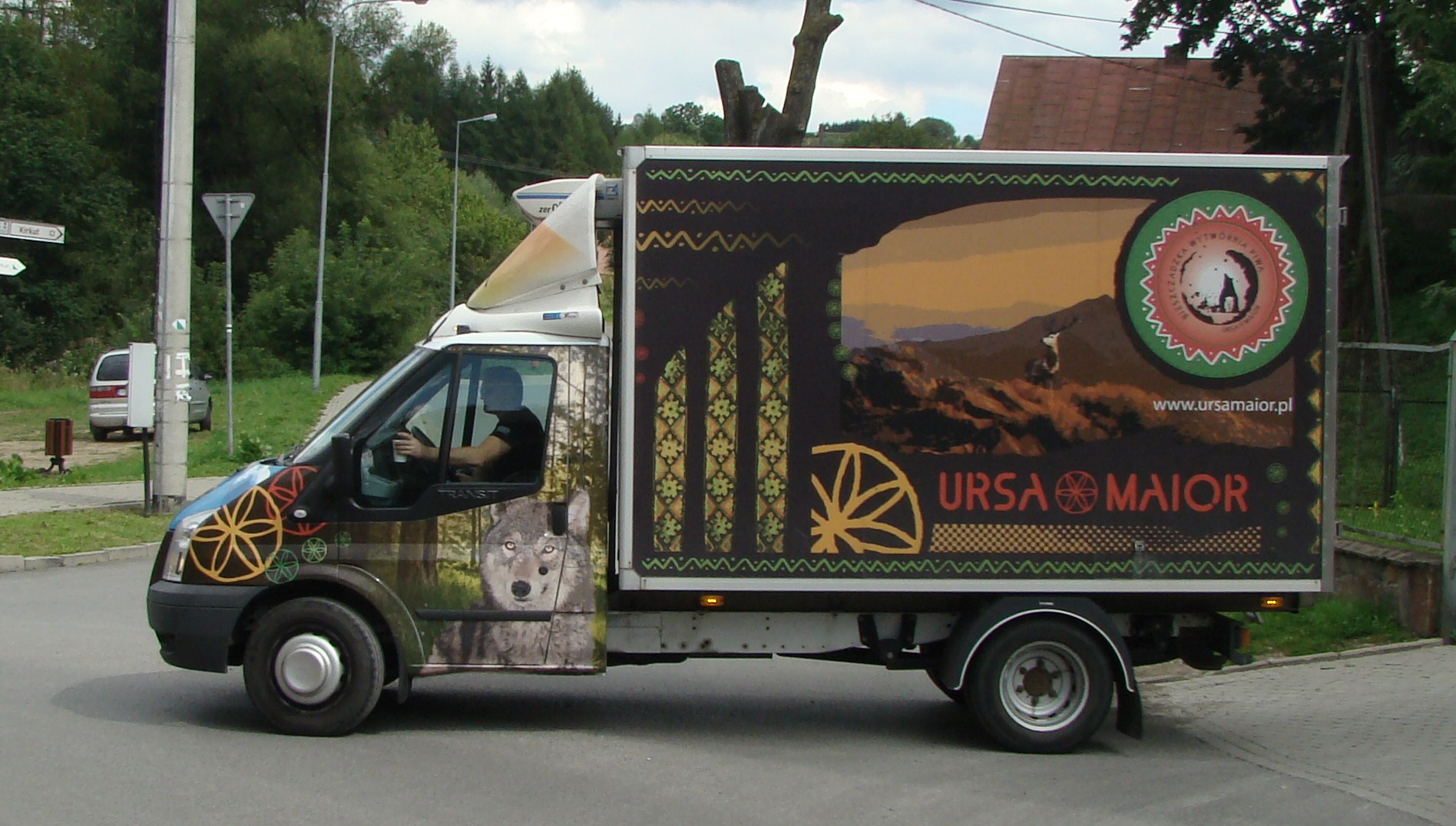
Samochód dostawczy Ursa Maior w Lesku

## Historia
Centrum Ursa Maior powstało w 2013 r. w szeroko pojętych Bieszczadach (wedle niektórych klasyfikacji jest to pogranicze Pogórza Przemyskiego i Gór Sanocko-Turczańskich). Pomysłodawcami i prowadzącymi są: piwowarka dr inż. Agnieszka Łopata i dr Andrzej Czech. Oprócz Bieszczadzkiej Wytwórni Piwa w Centrum znajduje się sklep z produktami regionalnymi Esencja Karpat, turystyczny punkt informacyjny oraz trzypoziomowa sala Ursa Maior Gallery z Domem Aukcyjnym, stanowiącym galerię sztuki z pracami lokalnych artystów oraz salę degustacyjno-konferencyjną.
Budowa Centrum dokumentowana była w postaci foto- i wideorelacji na blogu firmowym spółki w latach 2012-2013.
W styczniu 2019 roku w obiekcie założono elektrownię fotowoltaiczną, która pokrywa zapotrzebowanie na energię elektryczną zużywaną przez część produkcyjną browaru. Nadmiar energii jest przekazywany do lokalnej sieci dystrybucyjnej a bieżącą produkcję energii można obserwować na monitorze w części degustacyjnej browaru. Ponadto założone są kolektory słoneczne, z których energia wykorzystywana jest do produkcji piwa. Przy budynku znajduje się dwie ekologiczne, ogrodowe oczyszczalnie ścieków, systemy gromadzenia wody deszczowej, plantacja drzew owocowych starych odmian, oczko wodne z rzekotkami oraz letni ogródek i inne przyjazne środowisku rozwiązania.
Bieszczadzka Wytwórnia Piwa jest w tej chwili jedynym browarem regionalnym w Bieszczadach. Piwne etykiety o nietypowym kształcie i szacie graficznej tworzonej przez bieszczadzkich artystów podkreślają lokalny charakter mikrobrowaru. Autorem grafiki niektórych z nich jest malarz i plakacista Ryszard Kaja.

## Nazwa
Nazwa Ursa Maior, oznaczająca po łacinie Wielką Niedźwiedzicę, ma różne znaczenia. Kulturowe związki niedźwiedzi z piwowarstwem pojawiają się w fińskich legendach mówiących, że piwo warzone na wesele musi fermentować z udziałem piany z pyska niedźwiedzia. Znaleźć je można także w słowach litewskiej pieśni weselnej, gdzie niedźwiedź przynosi na wesele beczkę piwa. Również w pamiętnikach Aleksandra Fredry z lat 1844-1846 Trzy po trzy przeczytać można:

Z gór czarnych kurzyło się wkoło – na co tam zwykli mawiać, że niedźwiedzie piwo warzą.

Dzisiaj mówi się, że "w Bieszczadach niedźwiedzie piwo warzą", gdy nad lasem punktowo unosi się mgła. 

## Produkty
Wszystkie piwa Bieszczadzkiej Wytwórni Piwa to piwa górnej fermentacji, tzw. ale. Pierwsze piwa powstały w 2013 r. pod markami Ursa z Połoniny w stylu american amber ale i Ursa Royzbawiony jako piwo pszeniczne. 
Są to piwa niepasteryzowane i niefiltrowane, naturalnie nasycone CO2. Proces warzenia piw przeprowadza wyłącznie dr inż. Agnieszka Łopata - założycielka browaru, według swoich autorskich receptur. W świecie piwowarów znana jest jako Piwowarka Aga. Ma na swoim koncie wielu nagród i wyróżnień w konkursach piwowarskich – m.in. tytuł Mistrza Piwowara za zajęcie 1. miejsca w Konkursie Piw Domowych Birofilia 2009 w Żywcu w kategorii Brown Ale Mild, tytuł najlepszego Domowego Piwowara Roku 2012 nadany przez Bractwo Piwne.
W 2018 r. w budynku Centrum rozpoczęła działalność Bieszczadzka Wytwórnia Octu Ursa Maior, która zajmuje się rzemieślniczą produkcją pierwszego w Polsce octu piwnego z różnych rodzajów piw Ursa, oraz octu zrobionego z wina z jabłek, wina gronowego, a nawet miodu.
W 2019 r. w Ursa Maior rozpoczęto produkcję niepasteryzowanego, niefiltrowanego, nieutrwalanego i niedosładzanego cydru z bieszczadzkich odmian jabłek oraz specjalnego szczepu drożdży piwowarskich.

## Dystrybucja
Firma rozprowadza swoje piwa lokalnie - do wybranych sklepów, restauracji i pubów w Bieszczadach. Umożliwia także ich degustację i zakup na miejscu w browarze. Od początku swojej działalności spółka prowadzi również sprzedaż wysyłkową poprzez własny sklep internetowy z piwem Ursa i bieszczadzkimi produktami regionalnymi. Od maja 2015 r. piwa Ursa i bieszczadzkie produkty dostępne są także w firmowym sklepie i pubie w Krakowie.

## Marki
- URSA z Połoniny – piwo w stylu American Amber Ale
- URSA Royzbawiony – piwo pszeniczne w stylu Hefeweizen
- URSA Deszcz w Cisnej – piwo w stylu Brązowe Wędzone Ale
- URSA Megaloman – piwo w stylu American India Pale Ale
- URSA Dobra Karma – piwo pszeniczne w stylu Dunkelwelzen
- URSA Bombina Blues – piwo w stylu Robust Porter
- URSA Śnieg na Beniowej – piwo w stylu American Golden Ale
- URSA Blonde Cascade (Single hop) – piwo w stylu Blonde Ale
- URSA Blonde Palisade (Single hop) – piwo w stylu Blonde Ale
- URSA Renegat – piwo w stylu American Black Ale
- URSA Eskulap – piwo w stylu Sweet Oatmeal Stout
- URSA Rosa z Kremenarosa – piwo pszeniczne w stylu American wheat
- URSA Rzeźnik – piwo w stylu Aga's Special Ultra Runner (oficjalne piwo ultramaratonu Bieg Rzeźnika)
- URSA Żar nad Wetliną – piwo w stylu American Brown Ale
- URSA Wataha – piwo w stylu Strong Ale (piwo inspirowane Bieszczadami, wilkami i serialem WATAHA wyprodukowanym przez HBO)
- URSA Dwa Misie – piwo w stylu Belgian Strong Pale Ale
- URSA Pantokrator – piwo w stylu Belgian India Pale Ale
- URSA Podróżnik – piwo w stylu Light Pale Ale
- URSA Rejwach na Kazimierzu – piwo w stylu Belgian Summer Ale
- URSA No Guru – piwo w stylu Belgian Imperial Stout
- URSA Przemytnik – piwo w stylu English Barleywine
- URSA Fenomen Aleksander Doba – piwo w stylu Session India Pale Ale
- URSA Artysta – piwo w stylu Light Pale Ale
- URSA Noc nad Otrytem – piwo w stylu Belgian Dark Ale
- URSA Dwa Grzeszne Misie – piwo w stylu Belgian Amber Ale
- URSA Carynki z Caryńskiej – piwo w stylu Indian Summer Ale
- URSA Dwa Winne Misie – piwo w stylu Belgian Style Sour Ale
- URSA Bieszczadzcy Mocarze – piwo w stylu Belgian Blond Ale
- URSA Drapieżnik – piwo w stylu Session India Pale Ale
- URSA Sen Bieszczadnika – piwo w stylu Belgian Wild & Sour IPA
- URSA Czarodziejska Góra – piwo w stylu Light English Pale Ale
- URSA Dziki Kot z Berehów – piwo w stylu New Belgian India Pale Ale
- URSA Purpurat z Bieszczad – piwo w stylu English Amber Ale
- URSA Rejwach – piwo w stylu Belgian Summer Ale
- URSA Megaloman – piwo w stylu American Ipa
- URSA Minimalista – piwo w stylu Light Pale Ale
- Ursa Dziki Las - Wild Forest Fermented Ale
- URSA Zaczarowany Sad – cydr z Bieszczad
- Ocet piwny z Bieszczadzkiej Wytwórni Octu Ursa Maior
- Czekolada z chmielem serii galaktycznej
- Krówki piwne Dwa Misie
- Wyroby ze znakiem towarowym Esencja Karpat, produkowane lokalnie

## Nagrody i wyróżnienia
- 2014: 2. miejsce w kategorii piw o podwyższonej zawartości chmielu typu Bitter, EBS, IPA, AIPA dla piwa Ursa Megaloman w Konsumenckim Konkursie Piw – Chmielaki Krasnostawskie[18].
- 2014: 3. miejsce w kategorii piw pszenicznych ciemnych w niemieckim stylu Hefeweizen Dunkel o zawartości ekstraktu 11-14° Plato dla piwa Ursa Dobra Karma w Konsumenckim Konkursie Piw – Chmielaki Krasnostawskie[18].